# Eidfjord (Meeresarm)
Der Eidfjord ist der östlichste Arm des Hardangerfjords im Fylke Vestland in Norwegen.

## Geografie
Der Eidfjord ist ein etwa 75 Kilometer östlich der Großstadt Bergen liegender Ausläufer des Hardangerfjords, der sich am weitesten ins Landesinnere erstreckt. Er liegt in den Gemeinden Ulvik und Eidfjord und grenzt zudem an die Gemeinden Voss und Ullensvang.
Der 28 Kilometer lange Fjord hat mit dem Osafjord und Ulvikfjord zwei nördliche und mit dem Simadalsfjord einen östlichen Nebenarm, wobei der Simadalsfjord die letzten vier Kilometer des Hardangerfjords bildet.
Der Eidfjord wird seit 2013 zwischen Brimnes (Eidfjord) und Bruravik (Ulvik) von der 1,4 Kilometer langen Hardangerbrua überquert, die den Riksvei 13 führt. Am Nordufer des Simadalsfjords befindet sich auf 530 m Höhe der Berghof Kjeåsen, zu dem im Zuge des Baus des Sima-Kraftwerks in den 1970er Jahren ein einspuriger Tunnel errichtet wurde, der heute auch touristisch genutzt werden kann.

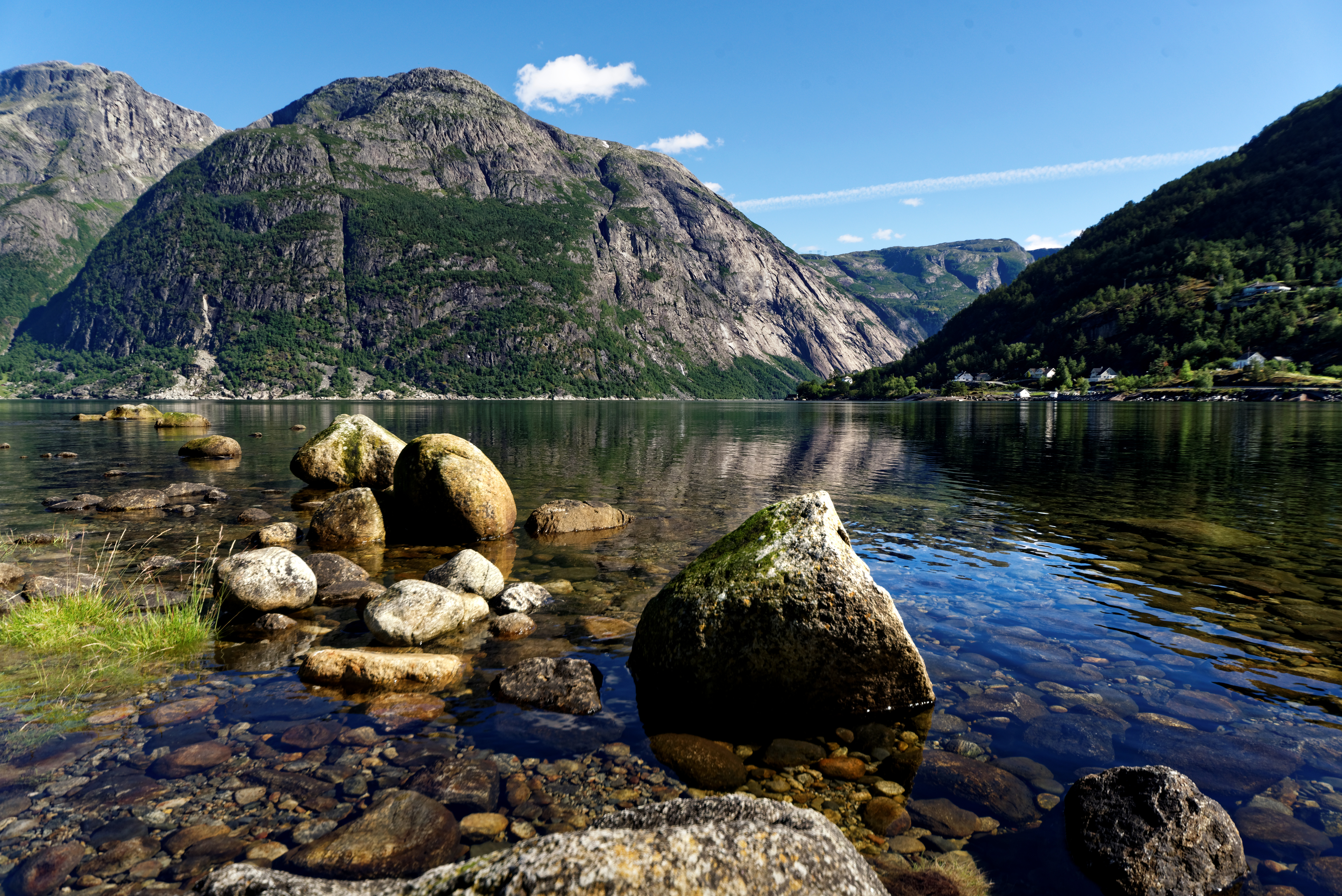
Der Eidfjord vom Ort Eidfjord gesehen, Blick nach Nordost in Richtung Simadalsfjord.
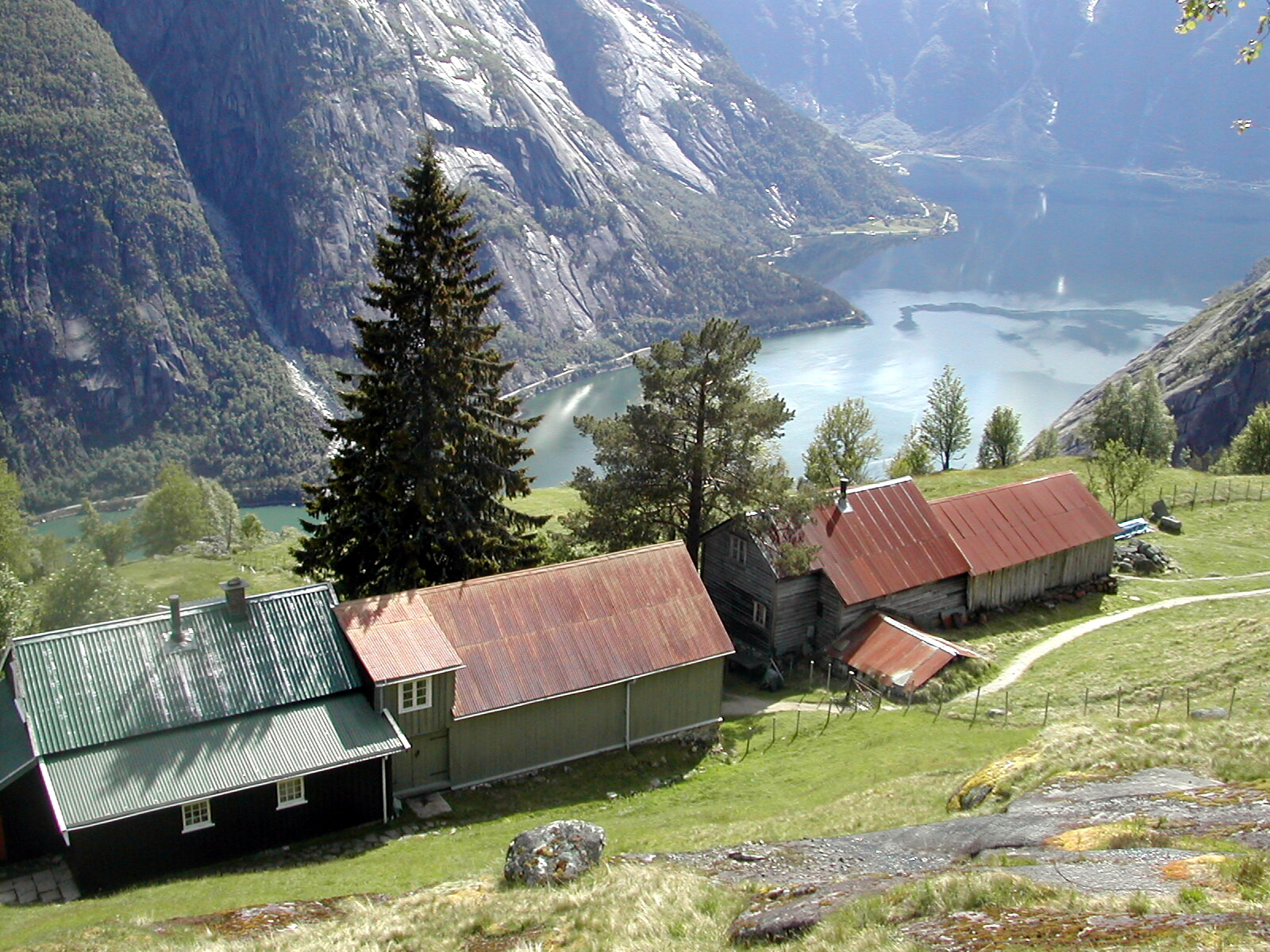
Der Berghof Kjeåsen über dem Simadalsfjord, Blick nach Westen
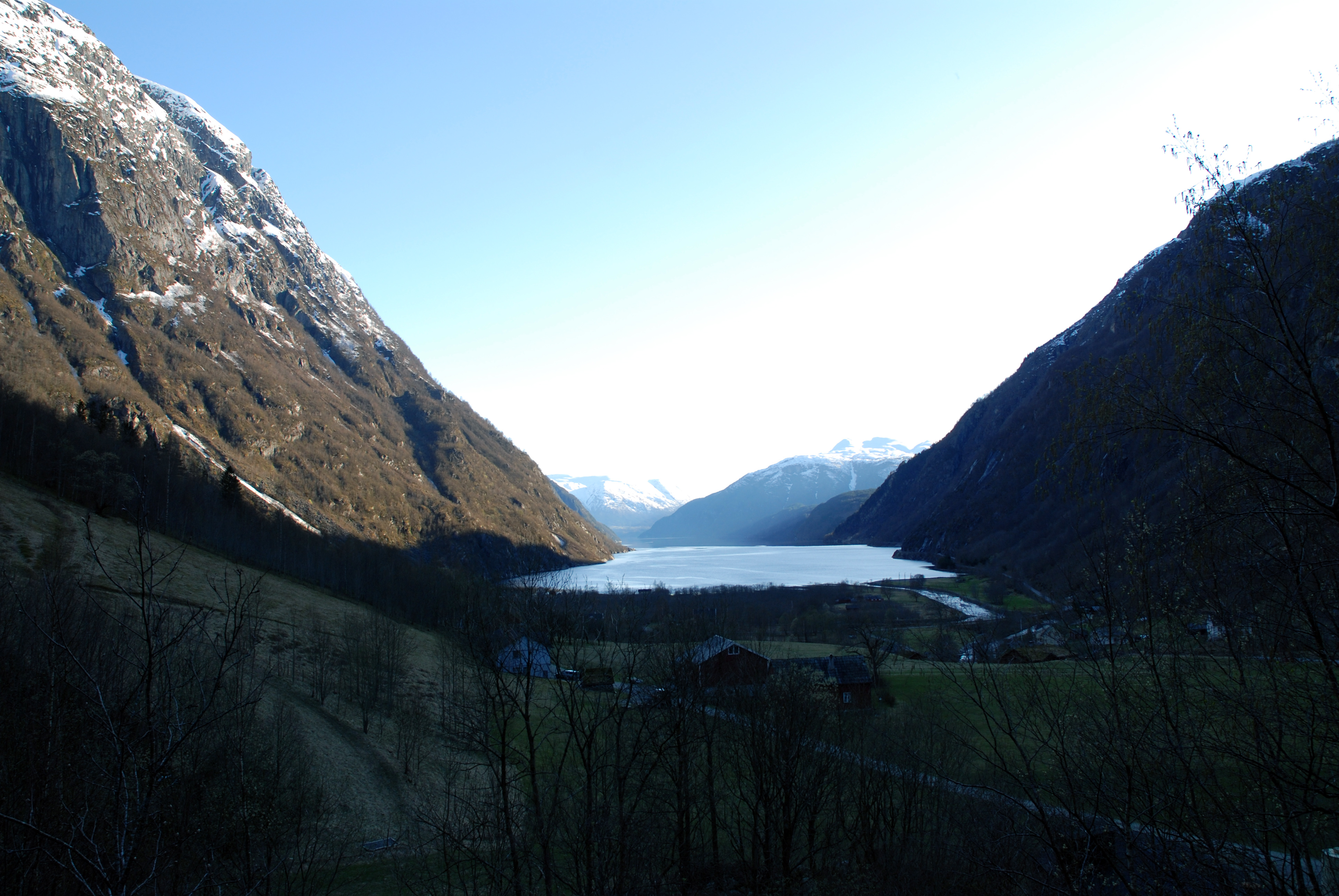
Der Osafjord gesehen von der gleichnamigen Ortschaft, Blick nach Südwest